# Jill de Jong
Jill de Jong (ur. 12 lutego 1982) – modelka pochodząca z Holandii.

## Życiorys
Karierę rozpoczęła w wieku 15 lat. W 2002 roku została wybrana na modelkę Lary Croft. Brała udział w kampaniach reklamowych Ralph Lauren, Escada, Redken, Izod, St. Yves, żelu pod prysznic Fa i L’Oréal w Europie i Stanach Zjednoczonych. Obecnie mieszka i pracuje w Los Angeles, skupiając się na karierze aktorskiej.